# Peggy Knudsen

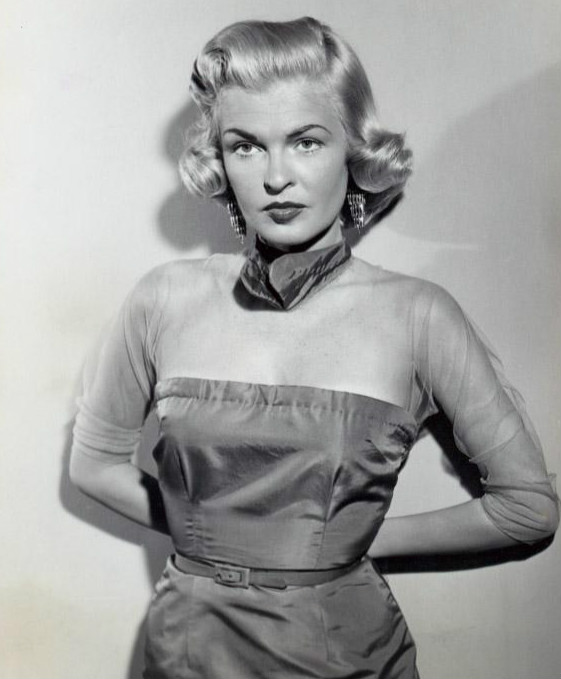
Peggy Knudsen.

Peggy Knudsen, född 22 april 1923 i Duluth, Minnesota, död 11 juli 1980 i Encino, Kalifornien, var en amerikansk skådespelare. Knudsen spelade mot stora filmstjärnor som Humphrey Bogart och Bette Davis, men fick aldrig något riktigt genombrott i Hollywood. 1957 gjorde hon sin sista film och medverkade sedan i TV-produktioner fram till 1965. För sitt arbete inom television har hon en stjärna på Hollywood Walk of Fame.

## Filmografi
- 1946 – Stulet liv
- 1946 – Utpressning
- 1946 – Säj aldrig adjö
- 1947 – Humoresque
- 1947 – Han, hon och hästen
- 1947 – Otrogen
- 1948 – Trouble Preferred
- 1955 – God morgon, miss Dove!
- 1956 – Över gränsen
- 1956 – Skamlös kvinna
- 1957 – Intrig i Istanbul